# Rashid Buttar
Rashid Ali Buttar (nacido el 20 de enero de 1966) fue un biólogo, teólogo, militar y osteópata estadounidense de Charlotte, Carolina del Norte. Es conocido por su uso de la terapia de quelación para numerosas afecciones, incluido el autismo y el cáncer.

## Biografía
Hijo de padres pakistaníes, Buttar nació en Londres en 1966. Emigró con sus padres a los Estados Unidos a la edad de 9 años y creció en la zona rural de Rosebud, MO. Asistió a la Universidad de Washington, graduándose con una licenciatura en biología y religión, y luego obtuvo su título en osteopatía de la Universidad de Medicina Osteopática y Ciencias de la Salud en Des Moines, IA. Según su sitio web, trabajó como cirujano con el Ejército de los EE. UU. Durante varios años, pero no completó su residencia quirúrgica.
Buttar Reclamaciones para ser el tablero certificado por varias entidades, todo lo que están listados como "organizaciones cuestionables" por Quackwatch incluyendo la Academia americana de Preventative Medicina, Academia americana de Integrative Medicina, y Universidad americana para Adelanto en Medicina; el último el propósito primario siendo la promoción de chelation terapia.
En 1998, Buttar lanzó y se desempeñó como director médico de Medical Spa and Rejuvenation Center, un proveedor de servicios de masajes, en Huntsville, Carolina del Norte.
En 2007, Buttar fue llevado ante la Junta de Examinadores Médicos de Carolina del Norte, acusado de conducta no profesional por proporcionar "terapias ineficaces" a cuatro pacientes con cáncer. Tres de esos pacientes murieron más tarde. Luego de audiencias públicas en 2008, el panel recomendó que la licencia de Buttar "se suspenda indefinidamente" y que se le prohíba tratar a niños o pacientes con cáncer, pero suspendió la decisión y finalmente le dio a Buttar una reprimenda formal en 2010 mientras le permitía continuar practicando.
Buttar ha sido criticado por su uso de terapias de quelación, como la crema tópica que contiene quelantes para tratar a niños con autismo, y por su uso de peróxido de hidrógeno intravenoso y EDTA para tratar el cáncer. Llegó a la atención pública en 2009 cuando alegó haber utilizado con éxito la terapia de quelación para tratar a Desiree Jennings, una embajadora de porristas de los Redskins de Washington que había hecho dudosas afirmaciones sobre sufrir distonía y perder su capacidad para caminar o hablar normalmente después de recibir una vacuna contra la gripe. Al informar sobre el caso, La revista Estadounidense "Discover", describió a Buttar como "un destacado médico antivacunas que trata casos de 'daños por vacunas'".[cita requerida]
En julio de 2009, Buttar y su mujer Debbie consiguió el rango de "diamante azul" dentro de la red de distribuidor del multi-compañía de marketing del nivel Monavie, el cual vendió una bebida basada en acai hasta entrar en ejecución hipotecaria en 2015.
En abril de 2010, la FDA envió a Buttar una carta de advertencia por comercializar ilegalmente cremas tópicas no aprobadas como medicamentos a través de sus sitios web, videos de YouTube y apariciones en radio. Las inspecciones de la FDA también revelaron que la compañía de Buttar, V-SAB Medical Labs, no había cumplido con las buenas prácticas de fabricación y que sus productos estaban "adulterados" de acuerdo con la Ley Federal de Alimentos, Medicamentos y Cosméticos.
En 2011, como resultado de la acción disciplinaria en Carolina del Norte, la Junta Médica de Hawái le negó a Buttar una licencia médica.
En 2019, la Junta Médica de Carolina del Norte disciplinó a Buttar después de recibir dos quejas. En un caso, a un médico le preocupaba que el tratamiento de Buttar de un paciente con cáncer obstaculizara el tratamiento apropiado y aumentara el dolor y el sufrimiento del paciente. En el otro caso, Buttar admitió que su relación personal con el padre de un paciente joven constituía una violación de límites. Buttar y la Junta Médica resolvieron las quejas en una Orden de Consentimiento que incluía una reprimenda y un requisito de tomar cursos de ética y mantenimiento de registros. Buttar reconoció que su conducta constituía una "conducta no profesional que incluía, pero no se limitaba a, la desviación o el incumplimiento de la ética de la profesión". Además, con respecto al paciente con cáncer, Buttar reconoció que su documentación de atención "no cumplió con los estándares de práctica médica aceptable y prevaleciente".

### COVID-19 teorías de conspiración y desinformación
Durante la pandemia del virus corona del 2019-20, una serie de vídeos que presentan a Buttar fueron publicadas a YouTube, en el que Buttar presionó una teoría de la conspiración alegando que la investigación del director del NIAID Anthony Fauci ayudó a crear COVID-19, así como muchas otras afirmaciones falsas, como que las redes de teléfonos celulares 5G y los "chemtrails" causan COVID-19. YouTube eliminó el video una semana después de su publicación, reemplazándolo con un mensaje que decía: "Este video se eliminó por violar los Lineamientos de la comunidad de YouTube".